# 高嶋ゆいか
あいだ 飛鳥（あいだ あすか、1985年11月30日 - 2019年3月31日）は日本の元セクシー女優。ジールグループ所属。

## 概要
2018年6月28日より、ジールグループ(Zeal Group)に所属するのを機に「高嶋ゆいか」から「夏川ゆず季」に改名。10月に「あいだ飛鳥」に再び改名。
あいだ飛鳥としては「ソープ王国雄琴・伝説の泡姫」をプロフィールとする。

## 出演作品

### アダルトDVD

#### 「高嶋ゆいか」名義
- 2015年
  - 天然巨乳女子大生が3人同時にAVデビュー AV Debut 蒔田さき 藍原真里 高嶋ゆいか (2月5日、S3)
  - オンナの悦びを目覚めさせる初絶頂…肉体開発オイルエステ 高嶋ゆいか 蒔田さき 藍原真里　(3月5日、S3)
  - 夢の混浴露天風呂 (ハート) (4月9日、S3) 共演:蒔田さき、藍原真里
  - 僕の知らない妻を見たくて… 17 (5月22日、DOC)
  - ボンデージトランスパーティー ～ドMご奉仕ペット3匹の服従大乱交～ (6月10日、プレステージ)
  - バレー競技歴17年！地方大会MVP！健康的に焼けたブロンズ艶肌＆引き締まったHcupボディ！現役人妻ビーチバレー選手 西田翔子AVデビュー(6月13日、E-BODY) ※「西田翔子」名義
  - 機銃特捜ガンセイバー バスジャックレイプ編 (6月22日、GIGA)
  - うまなみの兄にめろめろにされた弟嫁 (7月23日、タカラ映像)
  - 花ざかりゆりゆら～Virgin～ (9月1日、U&K)
  - 潜入!!うわさの回春マッサージ Part 2 (9月4日、LEO)
  - 現役巨乳体育教師職場でAVデビュー ゆいか (9月7日、Befree) ※「ゆいか」名義
  - 私は小さな町の不動産屋の事務員 痴女も奉仕も中出しも!したたか者な肉体営業 (9月13日、セレブの友)
  - セレブ人妻温泉旅行 悪徳オイルマッサージ 8（10月1日、変態紳士倶楽部）
  - レイプ調教レズビアン野外恥辱露出 (10月7日、山と空)
  - 出るに出られないクローゼットから、決して見てはイケナイ弟のオナニーを見てしまった姉はコッソリ発情! 真面目で純粋だと思っていた弟の部屋にはオナニーグッズがいっぱい隠されていた。それを発見してしまった姉。でもその直後弟が帰ってきた!さすがにバレちゃまずいとクローゼットに緊急避難!とりあえず難を逃れホッとしていたら、弟がセンズリ開始!?しかも3回、4回、5回と…。クローゼットの中から出るに出れない姉。充満するザーメン臭と萎えないチ○ポに次第に興奮してしまう姉。そして…。（10月8日、Hunter）
  - マゾ乳 生中出し 匿名希望の美人Mさん (11月26日、ゲインコーポレーション)
  - 我慢できないっ!～生理前めっちゃエッチしたくなる!ムラムラしてくると、あっ…そろそろ生理かなって!～ (12月13日、射楽/妄想族)
- 2016年
  - ラグジュTV×PRESTIGE PREMIUM 01（2月19日、プレステージ）
  - 淫乱兄妹に犯されるいいなり義母 (3月17日、グローリークエスト)
  - 花ことばに誘われて…～OL誘惑レズビアン～ (4月1日、U&K)
  - 母親と息子が机の下でこっそり近親相姦ゲーム（5月12日、ROCKET）
  - 婚活パーティー まさかの欠員で男性参加者は僕一人!人生初モテ期に妊活女子達が月に一度の危険日に中出し求められどうしましょう?!! (5月26日、SWITCH)
  - 「お願い!ここでして!」田舎暮らしの人妻はスリルを求めて止まらへん。久しぶりに見た近所の若チ〇ポに辛抱できず、旦那が家の中に居るのに玄関先や屋外で声を殺してハメ狂う!野外でドキドキしてハメるから余計燃え盛ってしもたんやわ (7月7日、SWITCH)
  - 猥褻 人妻緊縛淫乱調教 (8月11日、センタービレッジ)
  - 着床効果抜群の超絶媚薬を無断で処方する悪徳薬剤師が妊活中の人妻に強制中出し! (9月2日、プレステージ)
- 2017年
  - 夜這いされ喘ぎ声を我慢しながら旦那の横で中出しまでされる人妻 6（3月16日、グローリークエスト）
- 2018年
  - 人妻とその彼女 ～美人エステティシャンとのレズ不倫関係～（1月1日、U&K）共演:北川エリカ
  - 立ちハメ限定!足ガックガクSEX (1月13日、セレブの友)
  - うちの妻が寝取られました。元カレとの火遊びが妻を淫乱にさせてしまいました（3月13日、アクアモール/HERO）
  - 卑猥語女 (3月19日、MARRION)
  - 解禁!!極太Blackイラマチオ!! (3月25日、AVS collector's)
  - 魅惑のおっぱい奴隷 01 巨乳陵辱/快圧パイズリ/巨乳ぶっかけ/巨乳激揺れ中出しセックス (4月20日、MAD)
  - 屈強なWおチ●ポにマジで興奮し過ぎる美しいお姉さん！ イキ過ぎて痙攣が止まらなくなる失神寸前の快楽ファック！！ （5月1日、美人魔女/エマニエル）
  - はだかの主婦 町田市在住 高嶋ゆいか (29)（5月1日、プラネットプラス）
  - お姉さんの爆乳が卑猥過ぎて秒殺で悩殺!!（5月7日、unfinished）
  - 人妻の浮気心 (6月1日、人妻援護会/エマニエル)
  - 片想いレズビアン ～ルームシェアで繋がる二人の関係～ (6月1日、U&K)
  - 専業主婦ナンパ!!元モデルのGカップ美巨乳スレンダー美人妻は乳首の色までスケベ色!! (6月1日、AV/恋する花嫁DX) ※「高島唯」名義
  - 進め!お色気大作戦!!中出しコンバットアカデミー (6月8日、ケイ・エム・プロデュース/BAZOOKA)
  - 大人しい人妻が膣奥まで突かれたくなる媚薬ランジェリー (6月22日、クリスタル映像)
  - 変態くびれ巨乳お姉さんのいいなり性玩具になる悦び (6月25日、MEGAMI)
  - 衝立の向こう側に…男性モデル。発情した身体を抑えきれず声を潜めオナニーをする人妻ヌードモデル (7月1日、プラネットプラス)
  - 立証!!『道を尋ねて現地まで案内をしてくれる人は暇でお人よしなのでヤレる説』Gカップ美人妻編 (8月1日、AV/フリーマーケット)
  - 会員制 人妻玄関ピンサロ ワタシのお口で気持ちよくしてあげる (8月12日、アクアモール/エマニエル)
  - とろけるしあわせ。 恍惚の表情で乱れる美女と生々しい性の香り漂うSEX（8月13日、S-Cute）
  - SODロマンス 痴漢通勤電車 ～痴漢男との背徳でアブノーマルな情事に興奮し溺れる若妻～ (8月23日、SODクリエイト)
  - 絶頂!メスイキに導いてくれる女神様 (9月13日、M男パラダイス)

#### 「あいだ飛鳥」名義
- 2018年
  - 雄琴で予約1年待ちだった伝説の巨乳ソープ嬢AVデビュー!! (10月19日、OPPAI)
  - おっぱい密着ホールドSEX 爆乳Iカップに包まれて快感射精 (11月19日、OPPAI)
  - おっぱいで超誘惑してくる新人セクキャバ嬢 4 (11月19日、unfinished)
  - 黒人英会話NTR (12月1日、ワンズファクトリー)
  - 初めての極太ディルドで体ビクビク足腰ガクガク 敏感おま○こトロトロ即イキ 羞恥オナニー 制服女子編 2（12月1日、変態紳士倶楽部）
- 2019年
  - 完全盗撮 同じアパートに住む美人妻2人と仲良くなって部屋に連れ込んでめちゃくちゃセックスした件。其の29 (1月1日、変態紳士倶楽部)
  - 絶対にナマで連射させてくれる連続中出しソープ (1月25日、本中)
  - 銀座にあった!伝説の超高級中出しソープ (2月13日、溜池ゴロー)
  - Icup高級ランジェリー販売員の誘惑セールス術 (2月19日、OPPAI)
  - 追撃性交 イッても止めない!大量おもらし無限ピストン中出しSEX! (3月7日、Befree)
  - 夫の友人NTR種付けプレス 昇進が決まり、家庭も仕事も充実し喜びを感じていた俺に届いた同僚からのビデオレター。 (3月7日、マドンナ)
  - 巨乳兄嫁のおっぱい暴力で何度も射精させられた僕… 怒られながらフル勃起しちゃう最低なドM絶倫チ○ポ (3月19日、OPPAI)
  - 唾液を絡ませ自ら腰を振る。素顔丸出し一泊旅行。「おじさん殺しのくびれ巨乳編」 (3月25日、ダスッ!)
  - SODロマンス 息子の朝勃ち男根を思わず鬼咥えする淫乱義母 (4月11日、SODクリエイト)
  - オッパイ揉みながら同時イキ (4月19日、OPPAI)
  - スレンダー巨乳女医の喉じゃくり射精術 (5月13日、MOODYZ)
  - スペンス乳腺開発クリニック (5月19日、OPPAI)
  - あいだ飛鳥8時間PERFECTBEST (6月19日、OPPAI) ※単体ベスト
- 2022年
  - 「こんなところでゴメンなさい…。でも、もう我慢出来なかったの…」トイレが故障で使えず膀胱限界の放尿婦人 36人（6月21日、アクアモール）